# Gabriel José de Zuloaga Moyúa
Gabriel José de Zuloaga y Moyúa (Fuenterrabía, España, 13 de julio de 1684 - Madrid, España, 1764) fue un militar y administrador colonial español. Ejerció el cargo de gobernador de la Provincia de Venezuela desde 1737 hasta 1747. 

## Biografía
Nacido en Fuenterrabía, Guipúzcoa, en 1684. Capitán de granaderos de las Reales Guardias, llegaría a alcanzar el grado de Teniente General. Entre 1704 y 1705 participó en el sitio de Gibraltar, donde se destacó, como también en las campañas de Cataluña entre 1712 y 1714, la de Sicilia de 1718 a 1720 y Nápoles desde 1733 hasta 1734.
En 1736 Felipe V lo designó gobernador y capitán general de la Provincia de Venezuela. Zuloaga consigue que la Provincia de Venezuela quede fuera del mando de la autoridad del Virreinato de Nueva Granada. Desarrolló acciones para combatir el contrabando y la piratería que afectaban sobre todo al comercio con la Península y a las operaciones de la Real Compañía Guipuzcoana de Caracas. Para ello construyó fortificaciones en La Guaira y Puerto Cabello, cuyos puertos defendió con ayuda de la Real Compañía Guipuzcoana.
Durante la Guerra del Asiento logra repeler el primer ataque británico en octubre de 1739 cuando tres navíos bajo mando del capitán Thomas Waterhouse intentaban apoderarse de las naves mercantes españolas surtas en el puerto de La Guaira. Posteriormente del 2 al 7 de marzo de 1743, nuevamente defiende con éxito La Guaira de una expedición británica compuesta por diecinueve barcos de línea comandados por el comodoro Charles Knowles, siendo la batalla de La Guaira el penúltimo fracaso de la Royal Navy en la Guerra del Asiento antes de ser derrotada en la batalla de Puerto Cabello donde Zuloaga fue herido en combate. Estos puertos eran de suma importancia estratégica, ya que servían a las flotas peninsulares como refugio durante el mal tiempo, al encontrarse al sur de la llamada "Ruta o Caño de la Invernada".
El 27 de agosto de 1744 le fue concedido el título nobiliario de Conde de Torre Alta, por sus servicios a la Corona de España. Otto Pikaza dice de él: “Hombre de su tiempo y hechura de los Borbones, don Gabriel de Zuloaga tuvo [...] un profundo sentido de la centralización funcional”.  El juicio de residencia se pronunció sobre él en estos términos:
 "Declaramos igualmente al expresado conde de Torre Alta, don Gabriel de Zuloaga, por bueno, recto, celoso y justificado ministro, digno y merecedor de que su Majestad le honre y premie con otros mayores empleos de su real servicio."
En 1747, por motivos de salud, decide dimitir de su mandato en Venezuela siendo sustituido por Luis Francisco de Castellanos. Posteriormente fue nombrado capitán general de Andalucía. En 1753 fue designado comandante general de Guipúzcoa, y miembro del Consejo Supremo de Guerra por lo que se traslada a la capital de España, donde fallece en 1764.
| Predecesor: Martín de Lardizábal y Elorza | Gobernador de la Provincia de Venezuela 1736 - 1747 | Sucesor: Luis Francisco de Castellanos |